# Функ-Брентано, Франц
Жак Кристиан Франц Серафикус Функ-Брентано (фр. Jacques Christian Frantz Seraphicus Funck-Brentano; 15 июня 1862, замок Мюнсбах (Люксембург) — 13 июня 1947, Монфермей) — французский историк, архивист-палеограф и писатель.

## Биография
Сын философа и социолога Теофиля Функ-Брентано (1830—1906) и Софии Брентано де Ла Рош (1839—1917), племянницы Клеменса Брентано и Беттины фон Арним.
Окончил лицей Людовика Великого, в 1883—1885 обучался в Школе хартий, и одновременно прошел курсы в Школе высших исследований и Сорбонне. Получив специальность архивиста-палеографа, с 1885 по 1928 работал хранителем в библиотеке Арсенала. В 1896 году стал доктором искусств.
В 1900 году стал заместителем профессора в Коллеж де Франс, на кафедре Сравнительной истории законодательства. В 1904 году был назначен первым докладчиком объединения «Альянс Франсез» в США. Получил от Министерства просвещения задание изучить распространение французской литературы в Северной Америке. В 1904—1905 годах провел турне с лекциями по Соединенным Штатам и Канаде. 14 января 1905 года выступил в Белом доме перед президентом Теодором Рузвельтом, который дал Функу совет попробовать свои силы в беллетристике.
Затем неоднократно ездил как докладчик «Альянс Франсез» в Англию, Австро-Венгрию, Бельгию, Голландию, скандинавские страны, Румынию и Россию. В начале 1914 года в Санкт-Петербурге, в зале на Малой Конюшенной читал лекции о Наполеоне и Жанне д’Арк.
Как исследователь, писал работы по истории Парижа и Франции Средних веков и эпохи Старого режима, в чем ему помогало богатое собрание документов библиотеки Арсенала. В частности, занимался историей королевских lettres de cachet и узников Бастилии, в том числе самого знаменитого из них — Железной маски. Ввел в научный оборот документы архива Бастилии. В 1907 году Академия надписей и изящной словесности присудила ему премию Берже за совокупность работ по парижской истории.
В 1922 году стал вице-президентом общества литераторов, 25 февраля 1928-го был избран членом Академии моральных и политических наук. В 1923 году получил от Французской академии Большую премию Гобера за научно-популярную книгу «Средние века», изданную в серии «История Франции, рассказанная всем».
В 1927 году в университете Гельгсингфорса, а в 1933-м в Будапеште и Сегеде читал лекции по истории французского искусства.
В качестве литератора был соавтором нескольких пьес, поставленных в «Атенее» (фр.) и «Одеоне», и участвовал в постановке четырех балетов в Опере. Последовав совету президента Рузвельта, написал несколько беллетристических произведений на исторические сюжеты.
Как журналист и публицист сотрудничал в правых изданиях: в «Minerva» (исторический и литературно-критический журнал, издававшийся националистами и монархистами) и право-радикальных журналах Шарля Морраса «Revue d’Action française» и «L’Action française».

## Произведения
- La Mort de Philippe le Bel: étude historique. — P.: Picard, 1884
- Philippe le Bel et la noblesse franc-comtoise. Nogent-le-Rotrou: Imprimerie de Daupeley-Gouverneur, 1888
- Catalogue des manuscrits de la bibliothèque de l’Arsenal. T. 9. Archives de la Bastille. — P.: Plon, Nourrit et cie, 1892
  - Part 2
  - Part 3
- L’Homme au masque de velours noir dit Le Masque de fer // Revue historique. T. 56, nov.-dec. 1894
- Annales gandenses. — P.: Picard, 1896
- Les origines de la guerre de cent ans: Philippe le Bel en Flandre. — P.: Champion, 1896
- De exercituum commeatibus tertio decimo et quarto decimo saeculis post Chrisyum satum. — P.: Champion, 1896
- Légendes et archives de la Bastille. 2e ed. — P.: Hachette, 1898
- Le Drame des poisons, études sur la société du XVIIe siècle et plus particulièrement la cour de Louis XIV d’après les archives de la Bastille. — P.: Hachette, 1899
- La Prise de la Bastille (1789, 14 juillet). — P.: Fontemoing, 1899
- Chronique artésienne (1295—1304) nouvelle édition, et Chronique tournaisienne (1296—1314): publiée pour la première fois d’après le manuscrit de Bruxelles. — P.: Picard, 1899
- L’Affaire du collier, d’après de nouveaux documents. — P.: Hachette, 1901
- La Mort de la reine, les suites de l’affaire du collier. — P.: Hachette, 1901
- Les Lettres de cachet à Paris : étude, suivie d’une liste des prisonniers de la Bastille (1659—1789). — P.: Imprimerie nationale, 1903
- La Bastille des comédiens: le For l'Évêque. — P.: Fontemoing, 1903
- Les Brigands. — P.: Hachette, 1904, rééd. P.: Tallandier, 1978
- Les Nouvellistes (совместно с Полем д’Эстре). — P.: Hachette, 1905
- Joliclerc, volontaire aux armées de la Révolution: ses lettres (1793—1796). — P.: Perrin
- Mandrin, capitaine général des contrebandiers de France, d’après des documents nouveaux. — P.: Hachette, 1908
- Figaro et ses devanciers (совместно с Полем д’Эстре). — P.: Hachette, 1909
- L’Ancienne France — Le Roi. — P.: Hachette, 1912
- L’ameublement français sous la renaissance. — P.: Les Arts Graphiques, 1913
- Les Traditions Françaises dans le Grand-Duché de Luxembourg. — Chantenay Villedieu: imprimerie Cornuel, 1917
- L'Île de la Tortue, La Renaissance du Livre. — P.: 1929, rééd. P.: Tallandier, 1979. — ISBN 978-223-500-7740
- Le Moyen Age (dans la collection de l’Histoire de France racontée à tous). — P.: Hachette, 1923
- Les origines de l’Histoire de France. — P.: Hachette, s. d. [1925] (dans la collection de l’Histoire de France racontée à tous)
- Retif de la Bretonne: Portraits et documents inedits. — P.: Albert Michel, 1928
- L’Ancien Régime. — P.: Fayard
- Lucrèce Borgia. — P.: éditions de la Nouvelle Revue Critique, 1932
- Le Masque de fer. — P.: Flammarion 1933
- Luther. — P.: Grasset, 1934
- La société sous l’Ancien Régime. — P.: Flammarion, 1934
- La Monarchie française. — P.: Flammarion, 1934
- Cour du Roi-Soleil. — P.: Grasset, rééd. P.: Grasset, 2013. — ISBN 978-224-680-7223
- Liselotte, duchesse d’Orléans, mère du régent. — P.: éditions de la Nouvelle Revue Critique, 1936
- Scènes et tableaux de la Révolution, Gautier-Languereau, 1934
- Ce qu'était un Roi de France. — P.: Hachette, 1940
- Marat, ou le mensonge des mots. — P.: Bernard Grasset, 1941
- Le Moyen Âge. — P.: Hachette, 1943
- Féodalité et chevalerie. — P.: Éditions de Paris, 1946

## Семья
Жена (29.07.1885): Алис Регре (1862—1919), дочь Леона Бартелеми Регре (1833—1886), главного инженера Компании Восточных железных дорог, и Луизы Ламарль (1832—1919)
Дети:
- Софи Функ-Брентано (1886—1922). Муж (27.7.1940): Пьер Шессон (1887—1971), инспектор финансов
- Луиза Функ-Брентано (1888—1965). Муж 1) (7.10.1911): Жорж Жозеф Филипп Амьо (1886—1914), лейтенант артиллерии, погиб на фронте; 2): Морис Легран (1875—)
- Леон Функ-Брентано (1890—1916), майор медицинской службы, погиб на фронте.
- Теофиль Функ-Брентано (1892—1916), военный летчик, кавалер Военного креста. Сбит 15 февраля 1916 в районе Сен-Дьё (Вогезы).
- Кристиан Функ-Брентано (1894—1966), сооснователь газеты «Монд».